# José Pedro Castanheira
José Pedro Castanheira (Lisboa, 23 de junho de 1952) é um jornalista profissional.

## Atividade profissional
José Pedro Castanheira iniciou a sua atividade jornalística em agosto de 1974. Foi chefe de redação do diário A Luta, em 1979 ingressou no semanário O Jornal (Portugal). Desde 1989 pertence aos quadros do semanário Expresso onde é repórter principal.
Especialista em assuntos sociais, tem-se dedicado nos últimos anos à grande reportagem e ao jornalismo de investigação, em particular sobre a história recente de Portugal e das suas ex-colónias.
Realizou reportagens em todas as ex-colónias portuguesas: Angola, Cabo Verde, Guiné-Bissau, Moçambique e São Tomé e Príncipe, enclave de São João Baptista de Ajudá (no Benim), Goa, Damão e Diu (na Índia), Macau e Timor-Leste.
Esteve, como enviado especial, nas guerras da Croácia (1991-1992), da Guiné-Bissau (1998-1999) e de Timor-Leste (1999).

## Alguns prémios recebidos
- Prémio Nacional de Reportagem de 1990, do Clube de Jornalistas.
- Prémio Macau de Jornalismo (1990) do Clube de Jornalistas[2].
- Prémio Gazeta de Reportagem de Imprensa de 1993[2].
- Jornalista do Ano 1994, do Clube de Jornalistas do Porto.
- Prémio Nacional de Reportagem de Imprensa (1993), do Clube de Jornalistas.
- Primeiro Prémio de Reportagem (1997), do Clube Português de Imprensa.
- Primeiro Prémio de Reportagem (1993), do Clube Português de Imprensa.
- Prémio Gazeta (2002)[3].
- Medalha de Ouro comemorativa do 50º Aniversário da Declaração Universal dos Direitos do Homem (2004)[4].
- Menção Honrosa do Prémio Cáceres Monteiro (2011)[1].

## Atividade sindical
José Pedro Castanheira fez parte dos corpos gerentes do Sindicato dos Jornalistas em vários mandatos, tendo sido seu presidente em 1985-1986.
Presidiu à Comissão Organizadora do 3.º Congresso dos Jornalistas Portugueses (1998).

## Formação
José Pedro Castanheira estudou Economia no Instituto Superior de Economia da então Universidade Técnica de Lisboa e é pós-graduado em Jornalismo pelo Instituto Superior de Ciências do Trabalho e da Empresa e Escola Superior de Comunicação Social.

## Obras publicadas[7]
- Os Sindicatos e o Salazarismo: a História dos Bancários do Sul e Ilhas (1910-1969). Lisboa: Sindicato dos Bancários do Sul e Ilhas, 1983.
- Quem Mandou Matar Amílcar Cabral? Lisboa: Relógio d'Água, 1995. ISBN 972-708-285-8.

Tradução francesa: Qui a fait tuer Amílcar Cabral?. PÉLISSIER, René. Paris: L'Harmattan, 2003. ISBN 2-7475-4419-2.
- Prémio Pessoa: 1987-1996 (coordenação). Lisboa: Expresso; Unisys, 1997. ISBN 972-9183-04-X,

Edição comemorativa dos dez anos do Prémio Pessoa.
- Prémios Macau de Jornalismo (com outros). Macau: Livros do Oriente, 1998.
- Os 58 Dias que Abalaram Macau. MAGALHÃES, José Calvet de (pref.). Lisboa: Dom Quixote, 1999. ISBN 972-20-1453-6.
- Macau: os Últimos Cem Dias do Império. Lisboa: Dom Quixote, 2000.
- A filha rebelde: da Cuba do Che ao Portugal de Abril, a vida fantástica de Annie Silva Pais, filha do último director da PIDE. Com CRUZ, Valdemar. Lisboa: Temas e Debates, 2003. ISBN 972-759-703-3.
- No Reino do Anonimato: Estudo sobre o Jornalismo Online. OLIVEIRA, José Manuel Paquete de (pref.). Coimbra: Minerva 2004. ISBN 972-798-117-8[8].
- Os Dias Loucos do PREC: do 11 de Março ao 25 de Novembro de 1975. Com GOMES, Adelino- TAVARES, Gonçalo M. (pref.). Lisboa: Público; Expresso, 2006. ISBN 972-8993-17-X.
- História de Covão do Coelho. Covão do Coelho: Comissão de Festas de 2008, 2008.
- O que a Censura Cortou. BALSEMÃO, Francisco Pinto (pref.). Lisboa: Expresso, 2009. ISBN 978-989-645-012-0.
- Um Cientista Português no Coração da Alemanha Nazi. ANTUNES, João Lobo (pref.). Lisboa: Tenacitas, 2010. ISBN 978-972-8758-71-4.
- Jorge Sampaio: Uma Biografia.

I volume: História de uma Geração. Lisboa: Ed. Nelson de Matos; Porto: Porto Editora, 2012. ISBN 978-989-8236-32-6; ISBN 978-972-0-04418-1
II volume: O Presidente. Porto : Porto Editora, 2017. ISBN 978-972-0-04984-1